# Кагак (Тафреш)
Кагак (перс. كهك) — село в Ірані, у дегестані Базарджан, у Центральному бахші, шагрестані Тафреш остану Марказі. За даними перепису 2006 року, його населення становило 360 осіб, що проживали у складі 124 сімей.

## Клімат
Середня річна температура становить 10,48 °C, середня максимальна – 28,93 °C, а середня мінімальна – -10,30 °C. Середня річна кількість опадів – 232 мм.
| Клімат поселення                              | Клімат поселення | Клімат поселення | Клімат поселення | Клімат поселення | Клімат поселення | Клімат поселення | Клімат поселення | Клімат поселення | Клімат поселення | Клімат поселення | Клімат поселення | Клімат поселення | Клімат поселення |
| Показник                                      | Січ.             | Лют.             | Бер.             | Квіт.            | Трав.            | Черв.            | Лип.             | Серп.            | Вер.             | Жовт.            | Лист.            | Груд.            |                  |
| Середній максимум, °C                         | 4,77             | 6,05             | 9,68             | 16,47            | 21,77            | 27,33            | 28,93            | 28,65            | 24,23            | 18,02            | 11,44            | 5,88             |                  |
| Середня температура, °C                       | −2,76            | −1,5             | 2,15             | 8,93             | 14,23            | 19,79            | 23,56            | 23,28            | 18,86            | 12,66            | 6,08             | 0,52             |                  |
| Середній мінімум, °C                          | −10,3            | −9,04            | −5,38            | 1,40             | 6,70             | 12,26            | 18,19            | 17,90            | 13,48            | 7,28             | 0,71             | −4,86            |                  |
| Норма опадів, мм                              | 31               | 33               | 44               | 34               | 28               | 4                | 1                | 1                | 0                | 9                | 19               | 28               |                  |
| Середньомісячна швидкість вітру, м/с          | 1.40             | 2.01             | 2.85             | 3.06             | 2.56             | 2.32             | 2.22             | 2.16             | 2.08             | 2.03             | 1.80             | 1.24             |                  |
| Середньомісячна сонячна радіація, кДж/м²·день | 9210             | 12213            | 14837            | 18224            | 22206            | 26662            | 26018            | 24018            | 20839            | 15380            | 11045            | 9038             |                  |
| --------------------------------------------- | ---------------- | ---------------- | ---------------- | ---------------- | ---------------- | ---------------- | ---------------- | ---------------- | ---------------- | ---------------- | ---------------- | ---------------- | ---------------- |
| Джерело:                                      |                  |                  |                  |                  |                  |                  |                  |                  |                  |                  |                  |                  |                  |